# Exerodonta catracha
Exerodonta catracha là một loài ếch thuộc họ Nhái bén.
Đây là loài đặc hữu của Honduras.
Môi trường sống tự nhiên của chúng là vùng núi ẩm nhiệt đới hoặc cận nhiệt đới, sông ngòi, và đầm nước ngọt.
Chúng hiện đang bị đe dọa vì mất môi trường sống.

## Hình ảnh

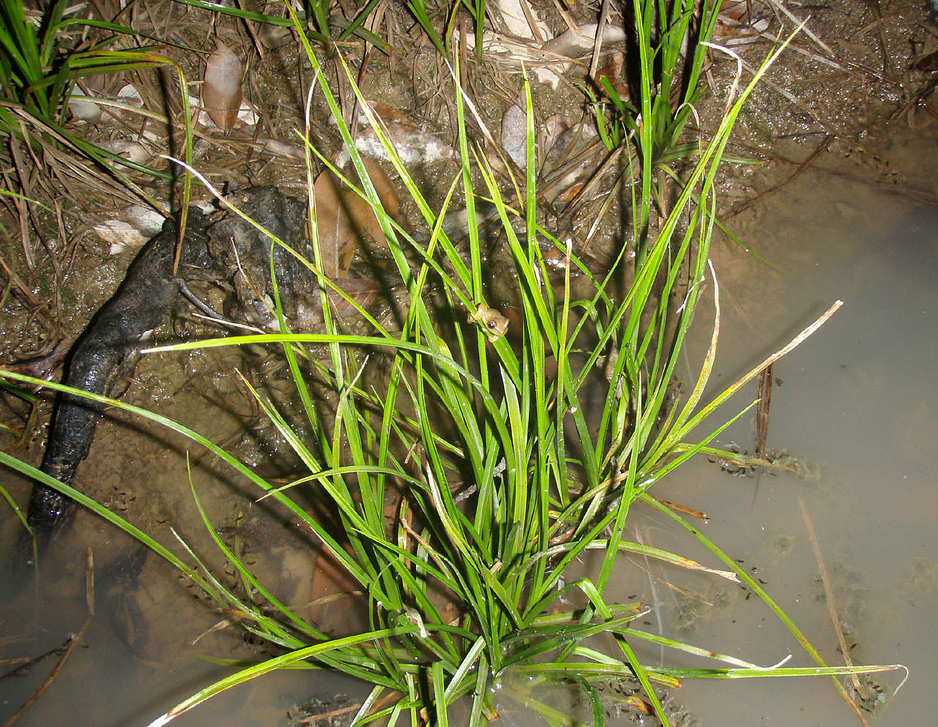
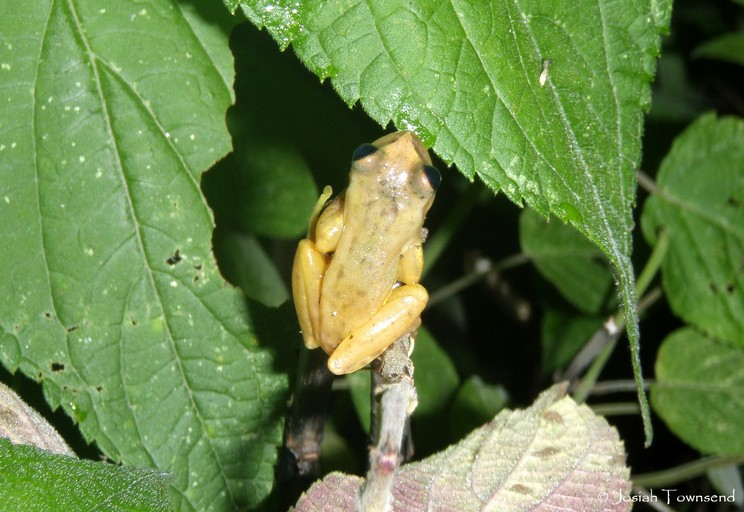
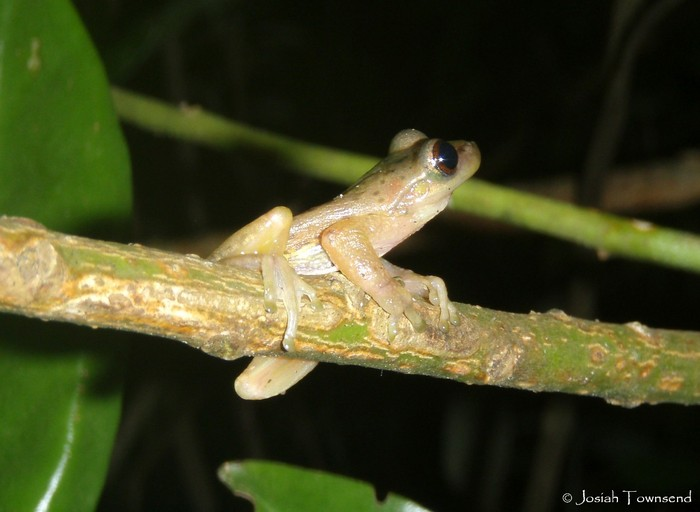